# Arráncame la vida
Az Arráncame la vida (magyar címe nincs, jelentése: Szakítsd ki az életemet) 2008-ban bemutatott mexikói romantikus filmdráma, mely egy szép, fiatal és kezdetben mindenben tapasztalatlan nő és egy egyre nagyobb hatalmú politikus egyre boldogtalanabb házasságát mutatja be. A film Ángeles Mastretta író azonos című könyve alapján készült.

## Cselekmény
|  | Alább a cselekmény részletei következnek! |

A történet 1932-ben kezdődik Puebla városában, ahol az akkor 15 éves Catalina Guzmán, egy vidéki paraszt lánya megismeri a nála jóval idősebb Andrés Ascencio tábornokot, akivel annak rossz híre ellenére komolyabb kapcsolatba kerül. Hamarosan össze is házasodnak, de ahogy telnek az évek, egyre inkább kiderül, hogy a férfi csak amolyan „kellékként” és szexuális „játékszerként” tekint az asszonyra. Sőt, Andrés politikai pályafutása során egyre több gaztettet követ el, ellenfeleit elfogatja, sőt, meg is gyilkoltatja. Amikor Puebla állam kormányzójává választják, már bármit meg tud adni feleségének, aki azonban egyre boldogtalanabb mellette. Súlyosbítja a helyzetet az is, hogy a férfi Catalina tudtával megcsalja őt, saját életével kapcsolatban pedig titkolózik és hazudozik is: váratlanul derül ki, hogy már van két gyermeke, korábbi felesége pedig állítólag meghalt. Aztán megtudjuk, hogy a nő mégsem halt meg, de egy egyre fontosabb, a köztársasági elnöki posztra is pályázó politikus számára nem mindegy, hogy özvegynek vagy elváltnak nevezik, ezért terjeszti azt, hogy korábbi felesége meghalt.
Catalina egy zenekari próbán megismeri Carlos Vivest, a karmestert, akivel hamarosan egymásba szeretnek és titokban sorozatosan találkoznak. Annak ellenére, hogy Carlos eredetileg Andrés jó barátja, amikor évek múlva Andrés tudomására jut felesége és Carlos kapcsolata, Carlost is meggyilkoltatja. Ez már az utolsó cseppek egyike Catalina folyamatosan megtelő poharában, amikor pedig kiderül hogy Andrésnek minden esélye megvan a köztársasági elnökké válásra, a pohár túlcsordul: Catalina egy jósnőtől (akihez még 15 évesen fordult szexuális tanácsokért) egy különleges növényt kap, melynek teájával megmérgezi Andrést. A temetés után mondja ki a főszereplőnő, hogy végre csaknem szabadnak érzi magát.
|  | Itt a vége a cselekmény részletezésének! |

## Szereplők
- Ana Claudia Talancón ... Catalina Guzmán
- Daniel Giménez Cacho ... Andrés Ascencio
- José María de Tavira ... Carlos Vives
- Mariana Peñalva ... Mercedes
- Irene Azuela ... Bárbara
- Jake Koenig ... Mike Heiss
- María Aura ... Pepa
- Danna Paola ... Lilia Ascencio 12 évesen

## Díjak és jelölések
| 2009 | Ariel-díj                                  | Ezüst Ariel – Legjobb művészeti rendezés                 | Salvador Parra, Rafael Mandujano, Miguel Jiménez, Luisa Guala | Elnyerte |
| 2009 | Ariel-díj                                  | Ezüst Ariel – Legjobb nem eredeti forgatókönyv           | Ángeles Mastretta, Roberto Sneider                            | Elnyerte |
| 2009 | Ariel-díj                                  | Ezüst Ariel – Legjobb ruházat                            | Gilda Navarro, Mónica Neumaier                                | Elnyerte |
| 2009 | Ariel-díj                                  | Ezüst Ariel – Legjobb smink                              | D. Ruiz Gameros, Regina Reyes                                 | Elnyerte |
| 2009 | Ariel-díj                                  | Ezüst Ariel – Legjobb látványhatások                     | Henrik Fett                                                   | Jelölés  |
| 2009 | Argentin filmkritikusok szövetségének díja | Ezüst Kondor – Legjobb spanyol nyelvű, nem argentin film |                                                               | Jelölés  |
| 2009 | Mexikói filmes újságírók díja              | Ezüst Istennő – Legjobb színésznő                        | Ana Claudia Talancón                                          | Elnyerte |
| 2010 | ACE-díjak                                  | ACE-díj – legjobb női mellékszereplő                     | Isela Vega                                                    | Elnyerte |